# 平山助次郎
平山 助次郎（ひらやま すけじろう、 文化3年（1806年） - 天保9年6月20日〈1838年8月9日〉）は、江戸幕府の幕臣、大坂東町奉行所の同心。同奉行所の同心・平山勇右衛門の子。大塩平八郎の門人の1人で、大塩平八郎の乱の企てに加担していたが、直前に密訴した。

## 生涯
文政3年（1820年）、15歳の時に大坂東町奉行所の見習勤めとなる。
文政4年（1821年）、大塩平八郎の洗心洞に入門。
文政6年（1823年）、父・勇右衛門が病気のため、跡を継ぐ。勇右衛門は同年に死去。
天保4年（1833年）9月に発生した「加古川筋うちこわし」（加古川筋一揆）の鎮圧後、9月から10月の間に関係者の捕縛のため東西両町奉行所の盗賊方与力・朝岡助之丞と内山彦次郎が派遣された際、それに同行する。
天保7年（1836年）正月、町目付となる。
天保8年（1837年）正月8日、大塩平八郎の同志として連判状に名を記す。2月17日、跡部良弼に乱の計画を密訴する。同29日、江戸にいる矢部定謙の元に着く。自訴したことを賞せられ、御譜代席小普請入となり、後に大名家にお預けとなる。
天保9年（1838年）6月20日、自害する。

## 密訴
天保8年2月15日に渡辺良左衛門から、翌日の夜には大塩邸で平八郎自身から挙兵の日限・方略を申し渡された平山は、2月17日の夜、大塩平八郎とその門弟たちによる乱の計画を密訴した。
密かに東町奉行・跡部を訪れた平山は、用人野々村治平（次平）の取り次ぎで面会して大塩の計画を語った。奉行所内にいる大塩の同志に捕縛の計画が漏れることを恐れた跡部は、平山に書面を持たせて江戸にいる勘定奉行の矢部定謙に出訴せよと命じた。
平山の密訴を受けて、跡部は大塩を知る人物から事情を聞いた。しかし、そのようなことをするとは思えぬとの答えを受け、真偽不明のまま19日に予定されていた跡部の市中巡回は中止とした。しかし、19日の明け方に、吉見英太郎からの密訴で大塩の挙兵は確実なものと判断された。

## 供述
密訴した翌日18日の払暁七ツ時に大坂を発った平山は、23日に大坂での異変を知り、大井川の出水・川留に手間取りながら、29日の夜六ツ時に矢部邸に到着した。大坂での騒動はすでに伝わっていたが、矢部は平山を呼び寄せて事態を聞きただした。
身柄を確保された平山の供述は、評定所の吟味伺書の冒頭に記載された。
平山の供述書には、大塩が東町奉行の交代が多いのは西町奉行所の与力・同心が画策しているからではないかと思っていたことや、東組の風儀が改まらないので組替えをしてはどうかという話を跡部良弼が矢部定謙と内談したと聞いて、問題は与力・同心を取り立てない奉行の側にあるからだと怒っていたことなどが記されていた。

## 自害
乱の後、平山は「身分是迄之通御抱置、御仕置御宥恕付」という判決を受け、平山と江戸まで同行した小者の多助と弥助は御構い無し（無罪放免）となった。そして、平山は取米高のまま御譜代席小普請入を命ぜられた。
しかし平山は、後に三河国額田郡西大平藩の大岡忠愛に御預けとなり、さらに評定所で数回の吟味を受けて、安房勝山藩藩主・酒井忠嗣に御預けの身となった。
天保9年6月20日、平山は自殺した。老中松平乗寛および町奉行筒井政憲宛に届けられた書状によれば、いつものように蚊帳の中で眠っている様子だったが、七ツ半時（午前4時）ごろに荒い息をしているのが聞こえたため番士が見たところ、平山は掻い巻きをかぶって座っていた。掻い巻きをのけて声を掛けたが座ったまま俯せになり返事をしないので確認すると、平山は脇差で咽喉を突いていた。即死同然であり、手当のしようも無かったという。
この失態を受けて、御預けを仰せ付けられた家臣や番士ら3人は謹慎となった。
『藤岡屋日記』にもこの件は記載されており、その記事には以下の落首が載っている。